# Rodrigo Valadares
Rodrigo Santana Valadares (Aracaju, 6 de agosto de 1989) é um empresário e político brasileiro filiado ao União Brasil (UNIÃO). Em 2018, foi eleito deputado estadual de Sergipe pelo PTB com 15.221 votos. Também foi assessor do Ministério de Minas e Energia durante o Governo Michel Temer.
Em 2020, foi candidato à Prefeitura de Aracaju pelo PTB, obtendo 28.598 votos (10,89% dos votos válidos), alcançando o terceiro lugar na disputa.
Em 2022, foi eleito Deputado Federal pelo UNIÃO com 49.696 votos, representando o estado de Sergipe na 57° Legislatura da Câmara dos Deputados do Brasil (2023 - 2027).
Em 5 de junho de 2024, a presidente da Comissão de Constituição e Justiça (CCJ) da Câmara, deputada Carol de Toni (PL-SC), anunciou a escolha de Rodrigo Valadares para a relatoria de um projeto que prevê a anistia de vândalos condenados pelos ataques de 8 de janeiro.